# Vaseyochloa
Vaseyochloa és un gènere monotípic de plantes de la subfamília de les cloridòidies, família de les poàcies, ordre de les poals, subclasse de les commelínides, classe de les liliòpsides, divisió dels magnoliofitins.
La seva única espècie: Vaseyochloa multinervosa (Vasey) Hitchc., és originària de Texas.
Etimologia
El nom del gènere es compon del nom del botànic Vasey i de la paraula grega chloe (herba).
Sinonímia
- Distichlis multinervosa (Vasey) Piper
- Melica multinervosa Vasey
- Triodia multinervosa (Vasey) Hitchc.[2]